# 多布羅皮利亞 (克里沃里日亞市鎮)

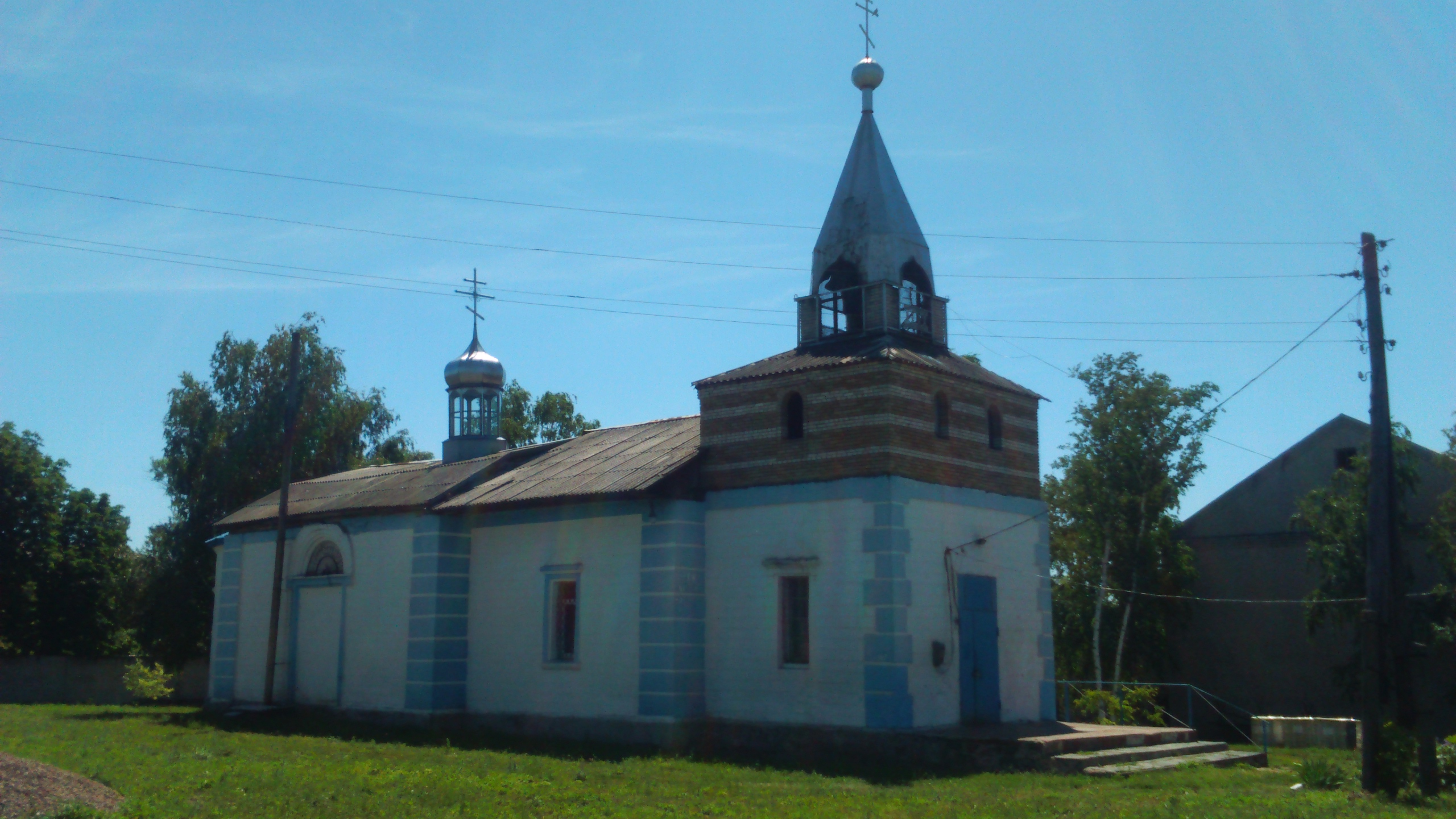
教堂

多布羅皮利亞（烏克蘭語：Добропілля），是烏克蘭東部頓涅茨克州波克羅夫斯克區克里沃里日亚市镇内的村落。處於沃佳納河畔，該村落設有圖書館和博物館，2001年人口1,084。